# Kozara

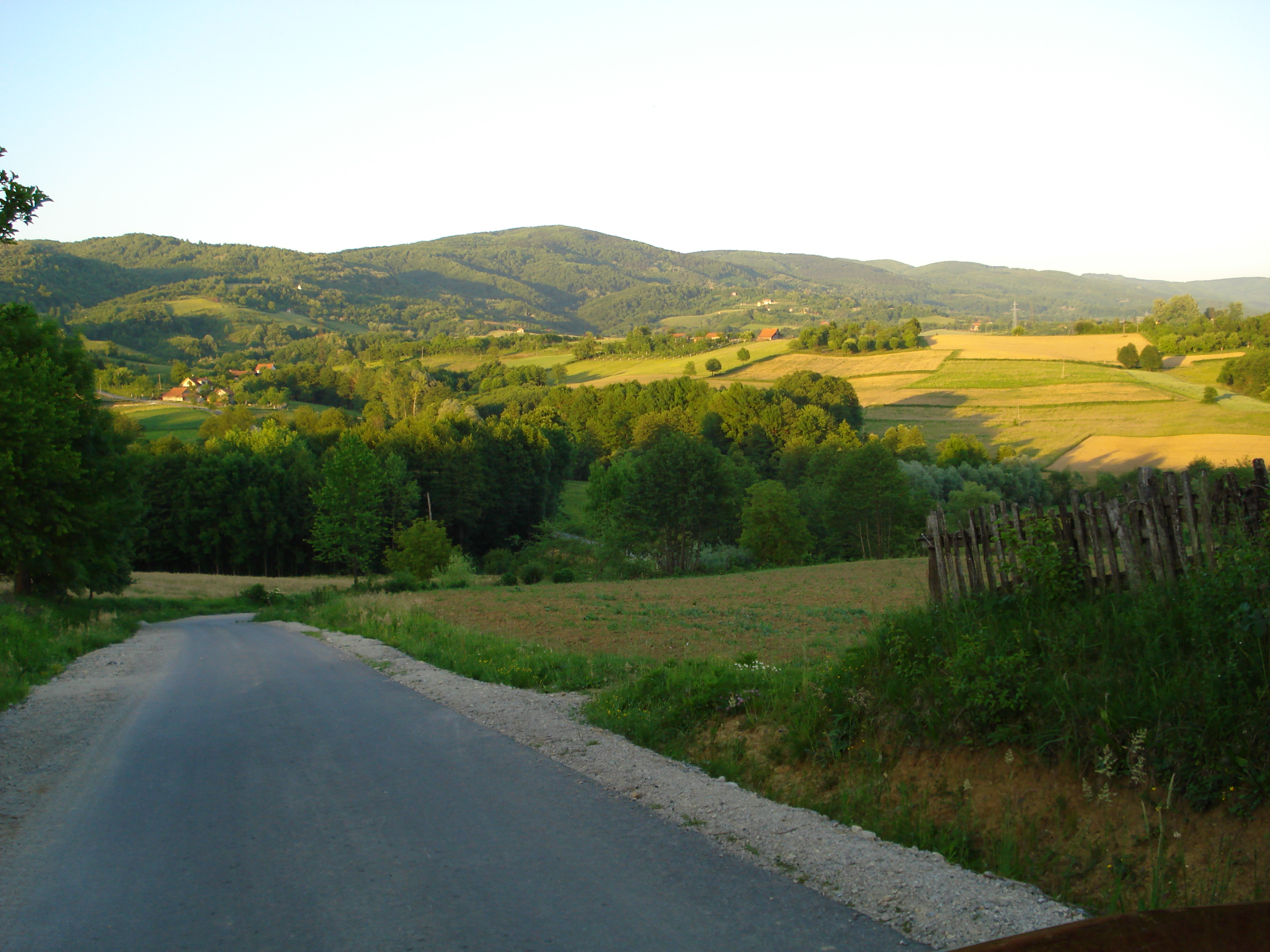
Località di Palančište con la punta Maslin Bair (659 m)

Il Kozara è un massiccio montuoso che si estende nella parte nord-occidentale della Bosnia ed Erzegovina, nello stato federato della Repubblica Serba di Bosnia ed Erzegovina. Esso si trova tra la catena montuosa delle Alpi Dinariche ed il corso del fiume Sava, delimitato da quest'ultimo e dai fiumi Una, Sana e Vrbas. Si estende su 3.520 ettari.
Il centro più importante nelle sue vicinanze è Banja Luka, che dista circa 30 km a sud-est. Il massiccio è lungo circa 40 km e largo circa 10. La sua punta più alta è il monte Lisina che raggiunge i 978 m s.l.m.
Il rilievo del massiccio è piuttosto "dinamico": comprende l'altipiano di Mrakovica (806 m s.l.m.) e numerose vette.
Gran parte del massiccio appartiene al Parco nazionale di Kozara.
Sulla vetta dell'altipiano di Mrakovica un monumento scolpito nel 1972 dallo scultore Dušan Džamonja, ricorda le vittime partigiane e civili dell'Operazione Kozara, un intervento, avvenuto durante la seconda guerra mondiale, delle truppe tedesche e dei loro alleati croati contro le formazioni di partigiani serbi e durato dai primi di luglio fino a fine agosto 1942.

## Vette del massiccio
| Nome                   | Altezza (m s.l.m.) |
| ---------------------- | ------------------ |
| Lisina                 | 978                |
| Gola planina           | 876                |
| Mrakovica              | 806                |
| Glavuša                | 793                |
| Bešića poljana         | 784                |
| Talavića poljana       | 780                |
| Jarčevica              | 740                |
| Vrnovačka glava        | 719                |
| Benkovac-Jurišina kosa | 705                |
| Zečiji kamen           | 667                |
| Kozarački kamen        | 659                |
| Šupljikovac            | 652                |
| Vitlovska kosa         | 589                |
| Palež                  | 542                |
| Mednjak                | 440                |